# Landschaftsschutzgebiet Wildes Moor

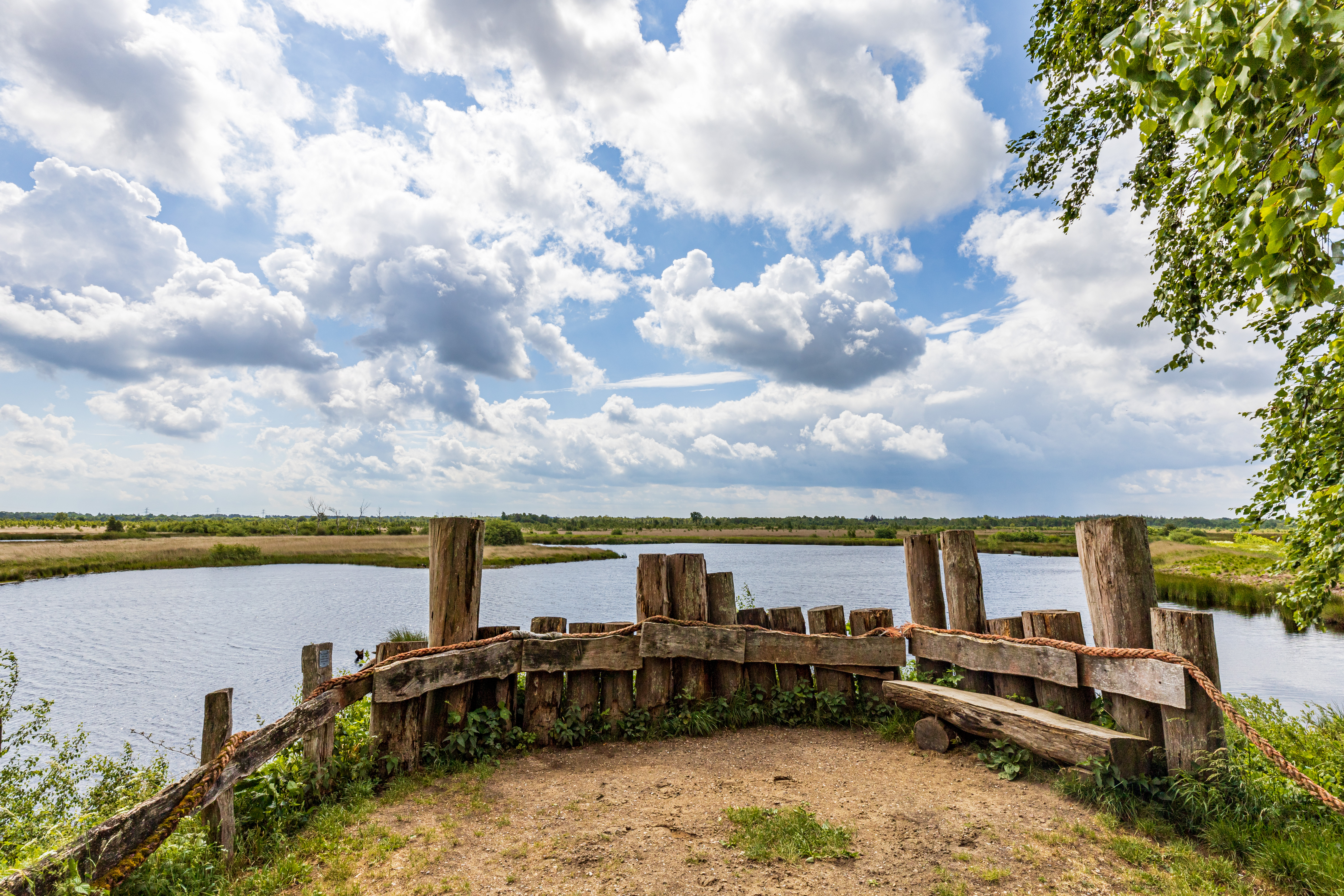
Die Aussichtsplattform am Rand des Landschaftsschutzgebietes.

Das Landschaftsschutzgebiet Wildes Moor bei Rendsburg ist ein 2,08 Quadratkilometer großes Landschaftsschutzgebiet im Kreis Rendsburg-Eckernförde des Bundeslands Schleswig-Holstein südwestlich von Kiel. Das Areal liegt in Teilbereichen der Gemeinden Osterrönfeld, Westerrönfeld, Schülp bei Rendsburg, Emkendorf und Jevenstedt. Das Wilde Moor wurde am 11. Februar 1953 als Landschaftsschutzgebiet ausgewiesen.
Das Moor entstand als Folge des nacheiszeitlichen Meeresspiegelanstiegs der Nordsee auf weichseleiszeitlichen Sanderflächen in der Randlage der Jungmoräne zur Geest. Dort begann vor 5700 Jahren während des Atlantikums, einer nacheiszeitlichen Wärmeperiode, auf einer wasserundurchlässigen Sandschicht zwischen Jevenau und Wehrau das Moorwachstum. Bis in das 19. Jahrhundert breitete es sich auf einer Fläche von rund 900 Hektar aus. Danach begann die Kultivierung des Moores, von dem um 1970 noch etwa 300 Hektar durch Torfstiche ausgehöhlte Moorfläche übrig blieben. Diese waren in über 700 Parzellen zerstückelt.
Ab 1978 führte der Verein Unabhängiges Kuratorium Landschaft Schleswig-Holstein schrittweise Maßnahmen zur Wiedervernässung und Renaturierung des Wilden Moores durch. Das Gebiet ist durch einen Rundweg erschlossen.

## Flora und Fauna

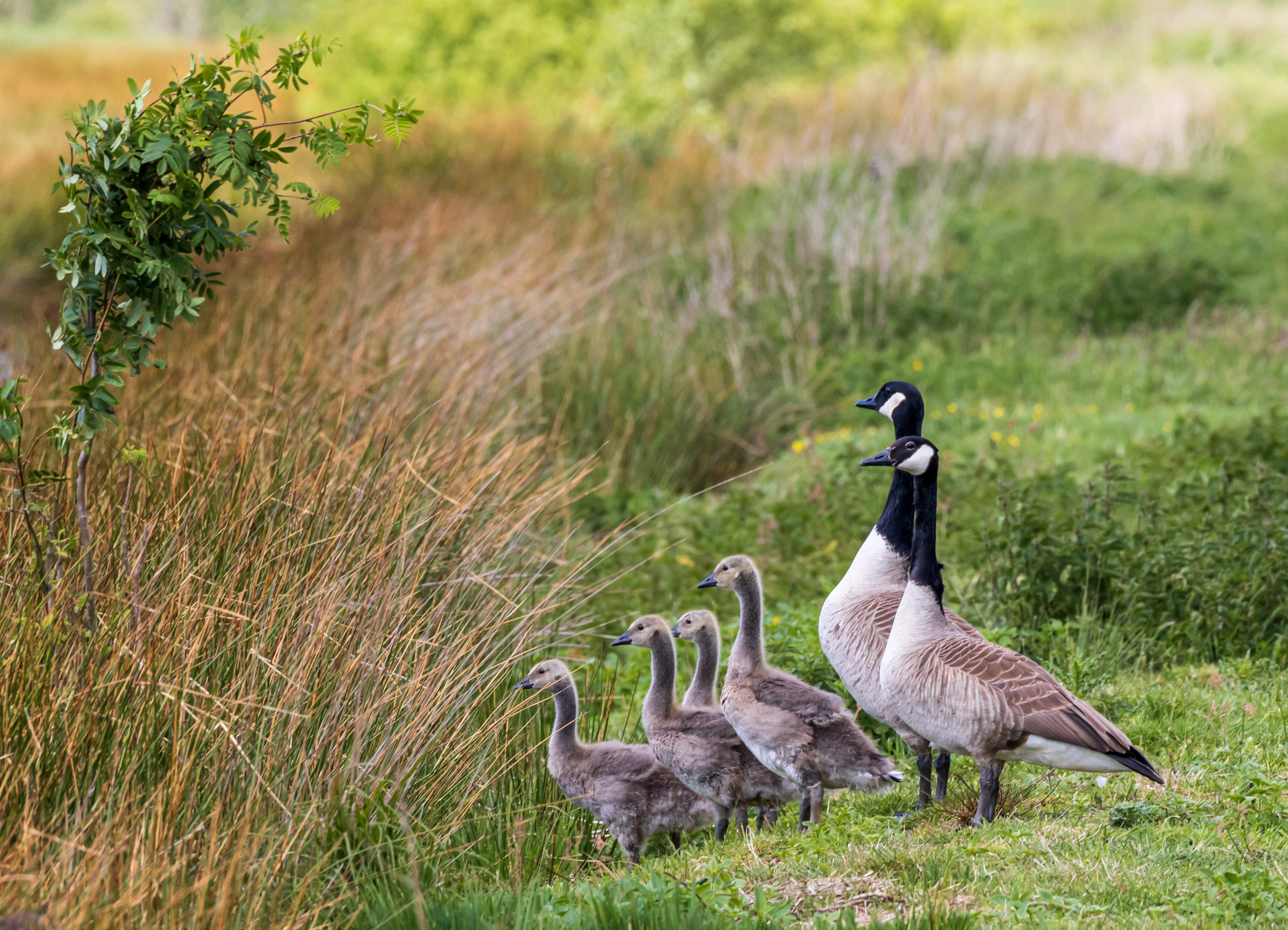
Kanadagänse mit Nachwuchs.

In nicht renaturierten Bereichen wachsen hauptsächlich Birken, Pfeifengras und Adlerfarn. Vor allem die Birken haben durch Verdunstung Birken einen großen Anteil auf das sommerliche Absinken der Wasserstände, weshalb ihr Bestand reguliert wurde. Das Renaturierungsgebiet des Wilden Moores umfasst heute rund 175 Hektar. Dort haben sich infolge der Vernässung seit 1978 großflächig Wollgras-Torfmoos-Gemeinschaften ausgebreitet.
Zu den tierischen Bewohnern zählen von den Insekten 26 Libellenarten, 11 Heuschreckenarten und 16 Tagfalterarten. Als Amphibien sind Teichmolch, Erdkröte, Moor-, Gras- und Wasserfrosch vertreten. Von den Reptilien sind Waldeidechse, Blindschleiche, Schlingnatter, Ringelnatter und Kreuzotter sind als Reptilien in großer Zahl vorhanden. Zudem wurden in dem Gebiet 169 Vogelarten gesichtet. Unter den 54 Brutvögeln finden sich zahlreiche moortypische Arten wie etwa Graugans, Krickente, Kranich, Wasserralle, Bekassine, Rotschenkel, Braun-, Schwarz- und Blaukehlchen. Während der Zugzeiten treten auch Sing- und Zwergschwan, Walsaat-, Bläss- und Nonnengans sowie Kraniche und zahlreiche Limikolen auf.